# Volodymyr Tykhyi
Volodymyr Viktorovych Tykhyi (nació el 25 de febrero de 1970 en Chervonohrad, Óblast de Leópolis) es un guionista, productor y director de cine ucraniano. Un alumno de la Universidad Nacional de Teatro, Cine y TV en Kiev, realiza documentales y largometrajes. Es miembro de la Unión Nacional de Cinematógrafos de Ucrania y ganador en 2018 del Premio Nacional Taras Shevchenko de Ucrania por una serie de películas históricas y documentales sobre la Revolución de la Dignidad.